# The Fool
|  | Denne artikel er oprettet af botten PalnaBot ud fra en ekstern database. Den kan derfor have sproglige fejl eller mangler. Denne skabelon kan fjernes efter kontrol af indholdet. |

The Fool er en kortfilm fra 1996 instrueret af Jørgen Kou efter manuskript af Jørgen Kou.

## Handling
En mand er kommet til byen for at købe heroin. Sælgeren, han køber af, ønsker at beholde både pengene og heroinen og finder frem til køberens hotel, hvor han opdager, at køberen allerede har brugt af varene. Sælgeren likviderer køber.